# Hokey pokey (kem)
Hokey pokey là một hương vị của kem ở New Zealand, bao gồm kem vani đơn giản với những cục kẹo bơ cứng nhỏ, rắn chắc. Hokey pokey là thuật ngữ New Zealand cho kẹo bơ cứng tổ ong. Công thức ban đầu cho đến khoảng năm 1980 bao gồm kẹo bơ cứng, nhưng trong một thay đổi tiếp thị, Tip-Top đã quyết định sử dụng những viên kẹo bơ cứng tổ ong nhỏ thay thế.
Đó là hương vị phổ biến nhất sau hương vị vani ở New Zealand, và là một ví dụ tiêu chuẩn của Kiwiana. Nó cũng được xuất khẩu sang Nhật Bản và khắp Thái Bình Dương.

## Từ nguyên
"Hokey pokey" là một thuật ngữ tiếng lóng cho kem nói chung trong thế kỷ 19 và đầu thế kỷ 20 ở một số khu vực - bao gồm Thành phố New York và một phần của Vương quốc Anh - đặc biệt kem được bán bởi những người bán hàng rong. Các nhà cung cấp, chủ yếu là người gốc Ý, được cho là đã sử dụng một một lời hát rao hàng có cụm từ "hokey pokey".
Tên này có thể xuất phát từ thuật ngữ "hocus-pocus", hoặc nó có thể liên quan một số cụm từ tiếng Ý. Theo "Bách khoa toàn thư về thực phẩm" (xuất bản năm 1923, New York) hokey pokey (ở Mỹ) là "thuật ngữ áp dụng cho màu sắc hỗn hợp và hương vị của kem ở dạng bánh". Bách khoa toàn thư cho biết thuật ngữ này bắt nguồn từ cụm từ tiếng Ý oh che poco - "oh how little". Các nguồn khác có thể là các cụm từ tiếng Ý: ví dụ ecco un poco - "here is a (little) piece".